# N-Methyl-N-nitroso-1-tetradecanamin
N-Methyl-N-nitroso-1-tetradecanamin ist eine organische Verbindung aus der Gruppe der Nitrosamine.

## Auftreten
Die Verbindung wurde in einer Studie als Verunreinigung in verschiedenen Haarpflegeprodukten nachgewiesen. Ein wahrscheinlicher Vorläufer ist das Dimethyltetradecylamin-N-oxid. Die Verbindung wurde weiterhin als Verunreinigung in Haushaltsreinigern und Spülmaschinenreinigern nachgewiesen.

## Herstellung
N-Methyl-N-nitroso-1-tetradecanamin kann ausgehend von N-Methylmyristinsäureamid hergestellt werden. Dieses wird zunächst mit Lithiumaluminiumhydrid zu N-Methyltetradecylamin reduziert und dann mit Essigsäure und Natriumnitrit in Salzsäure nitrosiert. Es entsteht außerdem in geringer Menge bei der Reaktion von Benzyldimethyltetradecylammoniumchlorid mit Monochloramin unter Einwirkung von UV-Strahlung.

## Eigenschaften
In einer Studie an Ratten verursachte N-Methyl-N-nitroso-1-tetradecanamin Blasenkrebs.

## Regulierung
Über den Safe Drinking Water and Toxic Enforcement Act of 1986 besteht in Kalifornien seit dem 26. Dezember 2014 eine Kennzeichnungspflicht für Produkte, die N-Methyl-N-nitroso-1-tetradecanamin enthalten.

## Externe Links zu erwähnten Verbindungen
1. ↑  Externe Identifikatoren von bzw. Datenbank-Links zu N-Methylmyristinsäureamid:  CAS-Nr.: 7438-09-7, PubChem: 139024, ChemSpider: 122616, Wikidata: Q83104334.
2. ↑  Externe Identifikatoren von bzw. Datenbank-Links zu N-Methyltetradecylamin:  CAS-Nr.: 29369-63-9, EG-Nr.: 249-588-2, ECHA-InfoCard: 100.045.066, PubChem: 122360, ChemSpider: 109099, Wikidata: Q83054412.
3. ↑  Externe Identifikatoren von bzw. Datenbank-Links zu Benzyldimethyltetradecylammoniumchlorid:  CAS-Nr.: 139-08-2, EG-Nr.: 205-352-0, ECHA-InfoCard: 100.004.866, PubChem: 8755, ChemSpider: 8425, DrugBank: DB16590, Wikidata: Q27231176.